# Armé

Världens arméer
Ingen försvarsmakt
Yrkesarmé
Värnpliktsarmé
Värnplikten är under avveckling
Värnpliktsarmé där mindre än 20 % av årskullen tjänstgör
Okänt

Armé eller här är vanligtvis samlingsnamnet på en stats markstridskrafter eller landkrigsmakt, till skillnad från luftstridskrafterna (flygvapen) och sjöstridskrafterna (örlogsflotta/marin). En armé kan också vara en större enhet inom ett lands krigs-/försvarsmakt omfattande en eller flera armékårer och understödjande förband.

## Etymologi
Ordet "armé" kommer från fornfranskans armee som i sin tur ytterst härrör från latinet arma (vapen'). Ordet har kommit in i svenska språket under 1600-talet och alltmer trängt undan den äldre germanska synonymen här (fornnordiska: herr; plural: härar). Begreppet "här" är dock fortfarande vanligt inom flera andra germanska språk, såsom danska: hær, norska: hær, tyska: heer, etc.
Andra historiska begrepp är bland annat landgätsla (fornnordiska: landgæzla).

## Nationella arméer
I de flesta länder delar man upp stridskrafterna efter om de har till huvuduppgift att verka till lands eller till sjöss, och i modern tid även om de har till uppgift att verka i luften. I den svenska försvarsmakten kallas dessa tre delar försvarsgrenar. Den vanligaste beteckningen på den del av krigsmakten som skall verka till lands är armé. När man talar om Sveriges armé eller Kejserliga japanska armén avser man alltså hela det landets mark- eller landstridskrafter.
Inom armén organiseras trupperna på olika sätt. Vanligtvis delar man in dem efter vilken typ av funktion de fyller, som till exempel infanteri, artilleri och ingenjörstrupper. Den svenska armén består till exempel idag av åtta olika så kallade truppslag. Vidare indelas armén i förband av olika storlekar och med olika grad av självständighet. Större förband, som brigad och division, består av tusentals soldater från många olika truppslag, och kan självständigt lösa flera olika typer av uppgifter.

## Armé som självständigt förband

Natosymbolen för en armé, de fyra kryssen ovanför rektangeln anger att det är en armé. Den blåa färgen anger att det är egna eller allierade styrkor.

En armé kan även vara beteckningen på ett sådant större självständigt förband inom ett lands landstridskrafter och betecknas då ofta fältarmé för att särkilja mellan denna och hela armén som organisation. En sådan armé består vanligtvis av en eller flera armékårer, som i sin tur består av två till fyra divisioner om var och en 10-20 000 man, plus ytterligare understödjande förband som fältsjukhus, helikopterförband och stabsförband. 
Sådana arméer brukar numreras eller döpas för att särskilja dem från varandra och från armén som beteckning på alla marktrupper. Exempel på detta är brittiska åttonde armén i slaget vid el-Alamein, tyska 6 armén i slaget vid Stalingrad och finska Karelska armén under finska fortsättningskriget.
Flera arméer kan i vissa fall sammanföras i en armégrupp. Under andra världskriget delade till exempel den tyska krigsmakten in östfronten i tre armégrupper: Nord, Mitten och Syd.

### Historiska arméer
- Heer - Tysklands armé under andra världskriget
- La grande armée - Napoleon I:s armé
- Brittisk-indiska armén
- Ostindiska Kompaniets armé i Indien
- Röda armén - Sovjetunionens armé
- Karolinska armén  - Sveriges armé under Karl XI och Karl XII

### Nuvarande arméer
- Danmarks armé
- Finlands armé
- Frankrikes armé
- Indiens armé
- Iraks armé
- Norges armé
- Rysslands armé
- Storbritanniens armé
- Sveriges armé
- Tysklands armé Heer
- USA:s armé
- Vatikanstatens armé Vatikanstatens militär
- Österrikes armé Bundesheer